# Nowosiółki (rejon złoczowski)
Nowosiółki lub Nowosiółki Zahalczyne (Zachalczyckie) (ukr. Новосілки) – wieś w obwodzie lwowskim, w rejonie złoczowskim na Ukrainie. Miejscowość liczy 411 mieszkańców.

## Położenie
Według Słownika geograficznego Królestwa Polskiego i innych krajów słowiańskich Nowosiółki to wieś w powiecie złoczowskim, położona 19 km na południowy zachód od Złoczowa i 4 km na południe od urzędu pocztowego w Olszanicy. Na zachodzie sąsiaduje z Mitulinem, na wschodzie z Trędowaczem i Ścianką. We wsi są cerkiew murowana, klasztor sióstr miłosierdzia przebudowany z zameczku Mikołaja Potockiego, szkoła etatowa.

## Ludność
Według spisu z roku 1880 na obszarze wsi było 1050 mieszkańców, w tym 341 osób wyznania gr.-kat., 663 rz.-kat., reszta izrael. Rzym.-kat. parafia znajdowała się w Gołogórach, gr.-kat. w miejscu.
Skorowidz z roku 1904 podaje liczbę 1371 mieszkańców, a wydany w 1923 r. przez GUS RP - 1282 w tym narodowości polskiej 929, rusińskiej 341, żydowskiej 41

## Historia
Właściciel wsi Jan Strzembosz z Dunajowic w 1810 postanowił własnym kosztem założyć szpital dla ubogich mieszkańców. Siostry Miłosierdzia pracowały w Nowosiółkach od 1819.
W okresie II Rzeczypospolitej wieś w powiecie złoczowskim województwa tarnopolskiego.
Po I wojnie światowej szarytki nadal prowadziły szpital, szkołę, odwiedzały ubogich. W okresie międzywojennym wzniesiono we wsi również nieduży kościółek. 
Nowosiółki były miejscem zbrodni wojennych dywizji SS "Wiking" w ramach zemsty za zabicie 2–3 lipca 1941 SS-Standartenführera Hilmara Wäckerlego, dowódcy pułku „Westland”, w którym służyli również Finowie. Wieś została spalona, a potem zamordowani jeńcy sowieccy i część mieszkańców wsi, a kolejnymi ofiarami byli Żydzi, którzy przybyli drogą – aresztowani i rozstrzelani.
W lutym 1945 nacjonaliści ukraińscy z OUN-UPA oraz Niemcy zamordowali tutaj 13 Polaków.
Po zakończeniu II wojny światowej, siostry musiały opuścić placówkę. Ostatnia z nich, Genowefa Wójcik z Wołczkowa, pozostała po wojnie i pracowała z miejscową ludnością do 1974. Klasztorne zabudowania zostały rozebrane i pozostała tylko kaplica, obecnie Kościół św. Wincentego a'Paulo. Obecnie pozostałości zamku to fragmenty murów i ślady ziemnych umocnień.
Z Nowosiółek pochodził ks. Jan Winiarski (1912–1998), kapłan rzymskokatolickiej archidiecezji lwowskiej, w latach 1957–1988 proboszcz parafii św. Trójcy w Lubaniu.
W latach 2022–2024 Towarzystwo Tradycji Akademickiej i Fundacja Dziedzictwa Kulturowego przeprowadziła prace konserwatorskie przy barokowej kolumnie Najświętszej Marii Panny z połowy XVIII stojącej przed wejściem do dawnego kościoła parafialnego Wszystkich Świętych z 1664, a obecnie cerkwi pod wezwaniem Objawienia Pańskiego. 

## Zabytki
- Zamek w Nowosiółkach
- barokowa kolumna z posągiem NMP[11] i herbem Pilawa obok cerkwi greckokatolickiej[12]